# 格雷伯努鄉
45°22′40″N 26°58′40″E / 45.37778°N 26.97778°E
格雷伯努鄉（羅馬尼亞語：Comuna Grebănu, Buzău），是羅馬尼亞的鄉份，位於該國東南部，由布澤烏縣負責管轄，面積57平方公里，海拔高度229米，2007年人口5,484，人口密度每平方公里96人。